# Sombre (film)
Pour les articles homonymes, voir Sombre (homonymie).
Pour plus de détails, voir Fiche technique et Distribution.
Sombre est un film français réalisé par Philippe Grandrieux, sorti en 1998.

## Synopsis
Jean tue. Il rencontre Claire, elle est vierge. Claire aime Jean. Elle reconnait à travers les gestes de Jean, sa maladresse, sa brutalité, elle reconnait ce qui obscurément la retient elle aussi hors du monde. 

## Fiche technique
- Titre : Sombre
- Réalisation : Philippe Grandrieux
- Scénario : Philippe Grandrieux, Sophie Fillières et Pierre Hodgson
- Musique originale : Alan Vega
- Photographie : Sabine Lancelin
- Montage : Françoise Tourmen
- Production : Catherine Jacques
- Société de production : Arte, Canal+, Monteurs' Studio, Société des Producteurs de Cinéma et de Télévision et Zélie Productions
- Pays :  France
- Genre : drame et horreur
- Durée : 112 minutes
- Dates de sortie : 
  - Suisse : 6 août 1998 (festival international du film de Locarno)
  - France : 27 janvier 1999
- Film interdit aux moins de 16 ans lors de sa sortie en salles en France

## Distribution
- Marc Barbé : Jean
- Elina Löwensohn : Claire
- Géraldine Voillat : Christine
- Coralie Trinh Thi  : La première femme
- Maxime Mazzolini : L'enfant aux yeux bandés
- Alexandra Noël : La seconde femme
- Annick Lemonnier : La troisième femme
- Sadija Sada Sarcevic : La mère de Claire
- Lea Civello : Fille de la boîte de nuit 1
- Astrid Combes : Fille de la boîte de nuit 2
- Sylvie Granato : La quatrième femme
- Tony Baillargeat : Homme du bal 2
- Marc Berman : Homme du bal 1
- Martine Vandeville : La femme du HLM
- Antoine Debilly : L'enfant du HLM
- Ghislaine Gras : La cinquième femme

## Enseignement
Le film est notamment utilisé à la Fémis, par Nicole Brenez qui tient un cours sur l’art et la manière de conclure un film.[pertinence contestée]